# Ołtarz Berswordtów
Ołtarz Berswordtów – dzieło przypisywane Konradowi von Soest znajdujące się w północnej nawie kościoła Mariackiego w Dortmundzie. Wykonane zostało przed 1395 i jeśli można przyjąć atrybucję Konrada von Soest (niektórzy badacze uznają to ołtarz za dzieło Mistrza Ołtarza Berswordtów – Meister des Berswordt Altar), stanowi ono jedno z pierwszych z dzieł w oeuvre westfalskiego artysty. Przykład gotyckiego malarstwa tablicowego, reprezentującego styl w sztuce przełomu XIV i XV w. zwanym stylem pięknym.

## Opis i analiza
Nazwa ołtarza wywodzi się od mieszczańskiego rodu Berswordt, którego członkowie ufundowali ten ołtarz dla dortmundzkiego kościoła NMP. Ich herby widoczne są na narożach polichromowanego obramienia.
Ołtarz jest gotyckim tryptykiem o wymiarach 117 × 335,8 cm. Środkowy obraz ma wymiary 117,5 × 167,8 cm. Wykonany został techniką tempery na desce.
Otwarty ołtarz przedstawia trzy wątki z Pasji Jezusa Chrystusa, z uwzględnieniem Jego męczeństwa i śmierci na krzyżu. We wszystkich scenach pojawia się krzyż jako narzędzie męki. Kolejność scen układa się od lewej do prawej, zgodnie z biblijną narracją. Skrzydło lewe przedstawia Niesienie Krzyża, gdzie Jezusowi towarzyszy Szymon Cyrenejczyk pomagający nieść krzyż. Pośrodku znajduje się Kalwaria ze sceną Ukrzyżowana. Oś kompozycji zajmuje krzyż, na którym wisi martwy już Jezus. Scena ta została podzielona na dwie części, każdą z nich tworzy grupa postaci, zaś w głębi za ciemnymi sylwetkami drzew i wzgórz wyłaniają się postacie ukrzyżowanych łotrów. Zgodnie z tradycją ikonograficzną po prawicy Chrystusa wisi Dyzma, z którego głowy „wyłania się” dusza (zilustrowana jako postać), którą przyjmuje anioł. Zaś po lewicy wisi Gesmas, jego duszę zabiera diabeł.
Pod krzyżem po lewicy klęczą m.in. Maria i Jan Ewangelista, zaś u stóp Jezusa – Maria Magdalena. Po lewicy zaś oprawcy, a wśród nich setnik, który zwraca się do nich słowami napisanymi minuskułą na banderoli: To jest bowiem Syn Boży. W prawym dolnym rogu trzej żołnierze grają w kości o widoczną obok nich tunikę Chrystusa. W dalszym planie ukazany jest Longinus, który przebija włócznią bok Jezusa. Ukazany jest po Jego prawicy, co jest interpretowane jako zapowiedź przyszłego nawrócenia. Prawe skrzydło przedstawia Zdjęcie z krzyża. Silnie wygięte ciało Chrystusa podtrzymuje Józef z Arymatei, zaś Nikodem za pomocą obcęgów wyjmuje gwóźdź z nóg Chrystusa. Scena ta charakteryzuje się dynamizmem i kolorystyką, która podobnie jak w pozostałych częściach otwartego ołtarza jest intensywna. Zgodnie z tradycją malarstwa gotyckiego tło jest złote. W przypadku scen w prawym skrzydle stonowana zieleń szat postaci na drabinie kontrastuje z pomarańczami szat Józefa z Arymatei i czerwieniami odzienia Nikodema. Natomiast w Niesieniu Krzyża kolorystyka jest bardziej harmonijna, utrzymana wokół pomarańczy, ugrów i brązów. W przypadku głównego obrazu intensywne barwy przeważają w postaciach świętych, w grupie oprawców jedynie wyróżnia się postać Piłata odzianego w intensywne czerwone szaty.
| Ołtarz Berswordtów (przed 1395) | Ołtarz Berswordtów (przed 1395) | Ołtarz Berswordtów (przed 1395) |
| ------------------------------- | ------------------------------- | ------------------------------- |
|                                 |                                 |                                 |

Na skrzydłach zamkniętych znajduje się scena Zwiastowania podzielona na dwie części. Archanioł Gabriel został umieszczony na lewym skrzydle zaś Maria na prawym. Typ ikonograficzny został tu uproszczony – sceneria została ograniczona do posadzki, której szachownicowy wzór unaocznia poszukiwanie przez artystę rozwiązań budowania przestrzeni za pomocą perspektywy. W przeciwieństwie do ołtarza otwartego koloryt jest zdecydowanie stonowany, tło jest utrzymane w szarościach, w chłodnych różach utrzymane są szaty postaci.
| Ołtarz Berswordtów (zamknięty) | Ołtarz Berswordtów (zamknięty) |
| ------------------------------ | ------------------------------ |
|                                |                                |